# 穆希勒沙泰勒
穆希勒沙泰勒（法語：Mouchy-le-Châtel，法語發音：[muʃi lə ʃatɛl]）是法国瓦兹省的一个市镇，属于博韦区。

## 地理
穆希勒沙泰勒（49°19'34"N, 2°15'1"E）面积3.22 平方千米，位于法国上法蘭西大區瓦兹省，该省份为法国北部内陆省份，北起索姆省，西接厄尔省和滨海塞纳省，南至塞纳-马恩省和瓦兹河谷省，东临埃纳省。
与穆希勒沙泰勒接壤的市镇（或旧市镇、城区）包括：贝尔特库尔、科维尼、埃耶、埃尔姆、穆伊。

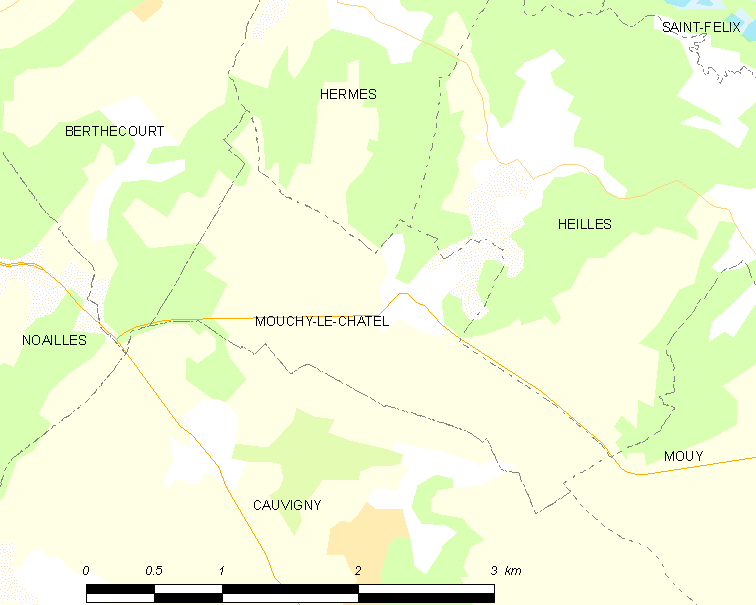
穆希勒沙泰勒的OSM定位图

穆希勒沙泰勒的时区为UTC+01:00、UTC+02:00（夏令时）。

## 行政
穆希勒沙泰勒的邮政编码为60250，INSEE市镇编码为60437。

## 政治
穆希勒沙泰勒所属的省级选区为韦克桑地区肖蒙县。

## 人口

1962-2008年间穆希勒沙泰勒人口变化图示

穆希勒沙泰勒于2022年1月1日时的人口数量为75人。